# Близнюк Ілля Владиславович
Ілля́ Владисла́вович Близню́к (28 липня 1973 , Запоріжжя ) — український футболіст, воротар. Виступав за ряд українських і російських клубів та збірну України. Нині — тренер. Обіймав посаду головного тренера в маріупольському «Іллічівці», кіровоградській «Зірці», футбольному клубі «Полтава» та запорізькому «Металурзі», «Єдності» (Плиски), ФК «Суми», краматорському «Авангарді», МФК«Миколаїв».

## Виступи за збірну
| 01. | 13.08.1996 | НСК «Олімпійський», Київ | Україна — Литва   | 5-2 | Товариський матч | 68' | −1 |  |  |
| 02. | 23.03.1997 | НСК «Олімпійський», Київ | Україна — Молдова | 1-0 | Товариський матч | 46' |    |  |  |

## Тренерська кар'єра
Прийшов до «Іллічівця» влітку 2008 року після закінчення воротарської кар'єри. Спочатку був одним з помічників тодішнього наставника Олександра Іщенка. Після відставки Іщенка став в.о. головного тренера, а потім і головним тренером. Під керівництвом Близнюка маріупольці провели 68 матчів в Прем'єрі-лізі (16 перемог, 18 нічиїх, 34 поразки, м'ячі 78-133) і 4 зустрічі в Кубку України (1 перемога, 3 поразки, м'ячі 5-9). Після гостьової поразки 0:9 від київського «Динамо» 1 листопада 2010 року подав у відставку, яка була прийнята керівництвом клубу. У червні 2017 року став головним тренером ПФК «Суми».

## Досягнення
- Фіналіст Кубка Росії (1): 2003
- Брав участь у чемпіонському (2000/01) сезоні «Динамо», однак провів всього два матчі, чого замало для отримання медалей.
- Брав участь у двох чемпіонських (1999/2000, 2000/01) сезонах «Динамо-2» у першій лізі, однак провів всього два та три матчі відповідно, чого замало для отримання медалей.

## Особисте життя
Донька Анастасія — російська гімнастка, дворазова олімпійська чемпіонка з художньої гімнастики в груповому багатоборстві (2012, 2016).